# Piłka siatkowa na Światowych Wojskowych Igrzyskach Sportowych 2015 – turniej halowy kobiet
Piłka siatkowa kobiet na Światowych Wojskowych Igrzyskach Sportowych 2015 – zawody w siatkówce, które odbyły się w koreańskim Mungyeongu w dniach 3–10 października 2015 roku podczas igrzysk wojskowych.
W turnieju brało udział łącznie 5 drużyn kobiecych, które w fazie grupowej rywalizowały wg zasady "każdy z każdym". Do fazy finałowej awansowały 2 najlepsze drużyny, które rywalizowały o złoty medal. Drużyny z miejsc 3 i 4 walczyły o brązowy medal. Mistrzostwa rozgrywane były w GimCheon Gymnasium (faza grupowa), a w  Gimcheon Badminton Stadium faza finałowa. 

## Uczestniczki
- Brazylia
- Chiny
- Kanada
- Wenezuela
- Wietnam

## Medaliści

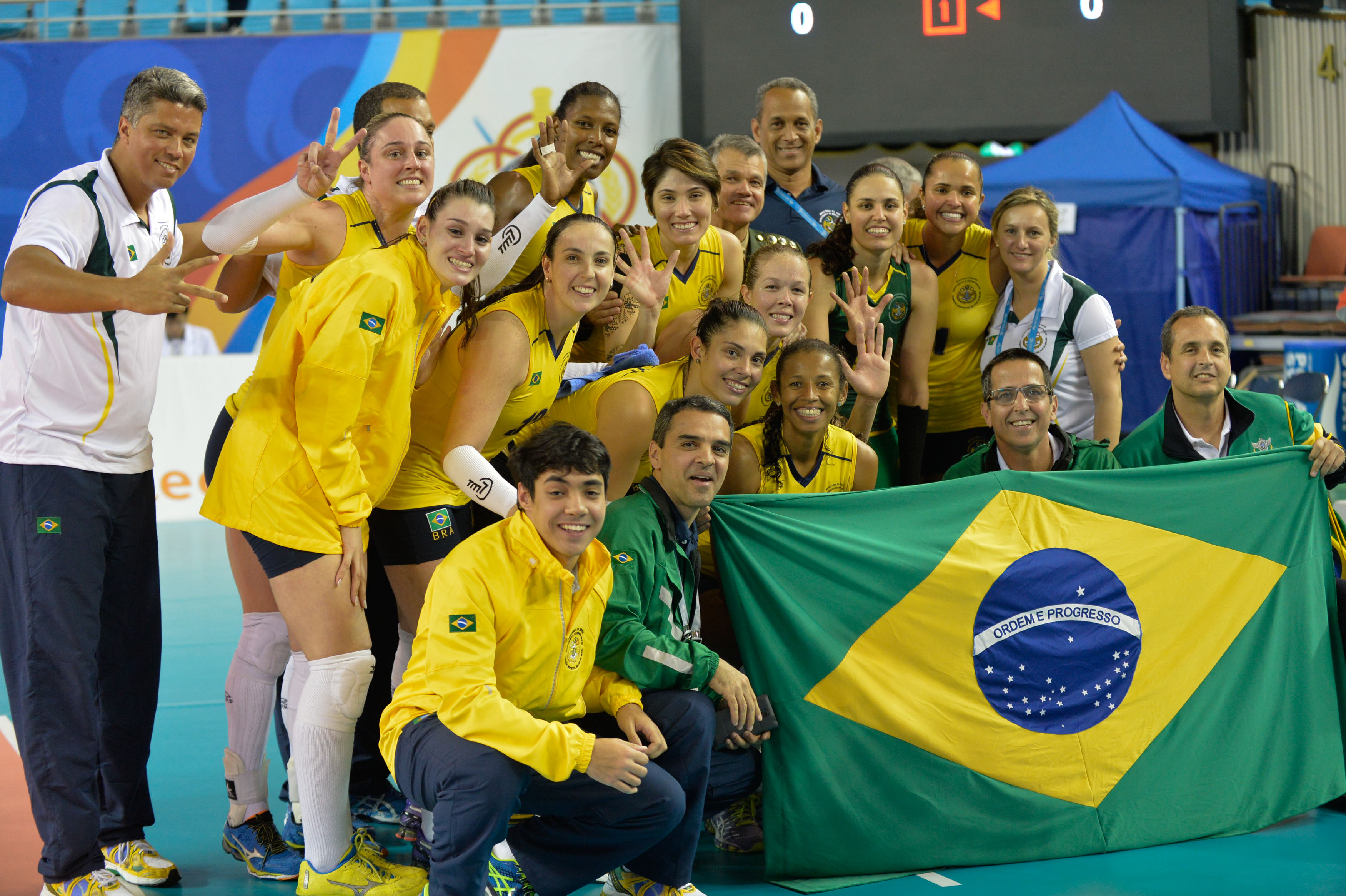
Reprezentantki Brazylii złotymi medalistkami Światowych Wojskowych Igrzysk Sportowych 2015

| Złoto | Srebro | Brąz |
| Brazylia · Regiane Bidias · Ana Cristina Porto · Natasha Farinea · Valeska Menezes · Veridiana Fonseca · Cláudia Bueno da Silva · Priscila Heldes · Bruna Honório · Michelle Pavão · Renata Colombo | Chiny · Wang Yunlu · Zhu Linfen · Liu Yanhan · Yang Junjing · Shen Jingsi · Fan Linlin · Zuo Ting · Yuan Xinyue · Qi Lin · Wang Qi · Wang Yan · Huang Liuyan | Wietnam · Trần Thị Thảo · Âu Hồng Nhung · Nguyễn Thị Thanh Hương · Trần Thu Trang · Vũ Thị Thu Hà · Phạm Thị Yến · Đỗ Thị Minh · Nguyễn Linh Chi · Vương Thị Mai · Trần Tôn Nữ Ly Linh · Bùi Thị Ngà · Phạm Thị Liên |

## Faza grupowa
Legenda
|  | Awans do finału. |  | Mecz o brązowy medal. |
Tabela
| Lp. | Drużyna   | Mecze | Mecze   | Mecze   | Pkt | Sety | Sety | Sety  | Małe punkty | Małe punkty | Małe punkty |
| Lp. | Drużyna   | M     | W (3:2) | P (2:3) | Pkt | wyg. | prz. | ratio | zdob.       | str.        | ratio       |
| --- | --------- | ----- | ------- | ------- | --- | ---- | ---- | ----- | ----------- | ----------- | ----------- |
| 1   | Chiny     | 4     | 4 (1)   | 0 (0)   | 11  | 12   | 2    | 6.000 | 336         | 223         | 1.507       |
| 2   | Brazylia  | 4     | 3 (0)   | 1 (1)   | 10  | 11   | 3    | 3.667 | 417         | 309         | 1.350       |
| 3   | Wietnam   | 4     | 2 (0)   | 2 (0)   | 6   | 6    | 6    | 1.000 | 249         | 232         | 1.073       |
| 4   | Wenezuela | 4     | 1 (0)   | 3 (0)   | 3   | 3    | 9    | 0.333 | 191         | 268         | 0.713       |
| 5   | Kanada    | 4     | 0 (0)   | 4 (0)   | 0   | 0    | 12   | 0.000 | 127         | 300         | 0.423       |

Źródło: 
Punktacja: 3:0 i 3:1 – 3 pkt; 3:2 – 2 pkt; 2:3 – 1 pkt; 1:3 i 0:3 – 0 pkt
Zasady ustalania kolejności: 1. liczba zwycięstw; 2. liczba punktów; 3. stosunek setów; 4. stosunek małych punktów; 5. bilans w bezpośrednich meczach
Wyniki
| Data  | Godz. | Drużyna 1 | Wynik | Drużyna 2 | 1     | 2     | 3     | 4     | 5     | Widzów | * |
| ----- | ----- | --------- | ----- | --------- | ----- | ----- | ----- | ----- | ----- | ------ | - |
| 03.10 | 15ː00 | Wietnam   | 3:0   | Wenezuela | 25:13 | 25:18 | 25:16 |       |       |        |   |
| 03.10 | 17ː00 | Brazylia  | 2:3   | Chiny     | 25:19 | 25:27 | 26:24 | 24:26 | 13:15 |        |   |
|       |       |           |       |           |       |       |       |       |       |        |   |
| 04.10 | 15ː00 | Wenezuela | 3:0   | Kanada    | 25:15 | 25:17 | 25:11 |       |       |        |   |
| 04.10 | 17ː00 | Brazylia  | 3:0   | Wietnam   | 25:14 | 25:21 | 25:18 |       |       |        |   |
|       |       |           |       |           |       |       |       |       |       |        |   |
| 05.10 | 15:00 | Kanada    | 0:3   | Brazylia  | 6:25  | 6:25  | 7:25  |       |       |        |   |
| 05.10 | 17:00 | Chiny     | 3:0   | Wietnam   | 25:16 | 25:13 | 25:17 |       |       |        |   |
|       |       |           |       |           |       |       |       |       |       |        |   |
| 06.10 | 15:00 | Wenezuela | 0:3   | Chiny     | 10:25 | 18:25 | 6:25  |       |       |        |   |
| 06.10 | 17:00 | Kanada    | 0:3   | Wietnam   | 12:25 | 10:25 | 13:25 |       |       |        |   |
|       |       |           |       |           |       |       |       |       |       |        |   |
| 07.10 | 15ː00 | Brazylia  | 3:0   | Wenezuela | 25:12 | 25:12 | 25:11 |       |       |        |   |
| 07.10 | 17ː00 | Chiny     | 3:0   | Kanada    | 25:11 | 25:11 | 25:8  |       |       |        |   |

## Faza finałowa

### Mecz o 3. miejsce
Źródło:
 Mungyeong (GimCheon Gymnasium)
| Data  | Godz. | Drużyna 1 | Wynik | Drużyna 2 | 1     | 2    | 3     | 4 | 5 | Widzów | *      |
| ----- | ----- | --------- | ----- | --------- | ----- | ---- | ----- | - | - | ------ | ------ |
| 10.10 | 10ː00 | Wietnam   | 3:0   | Wenezuela | 25:11 | 25:7 | 25:12 |   |   |        | raport |

### Finał

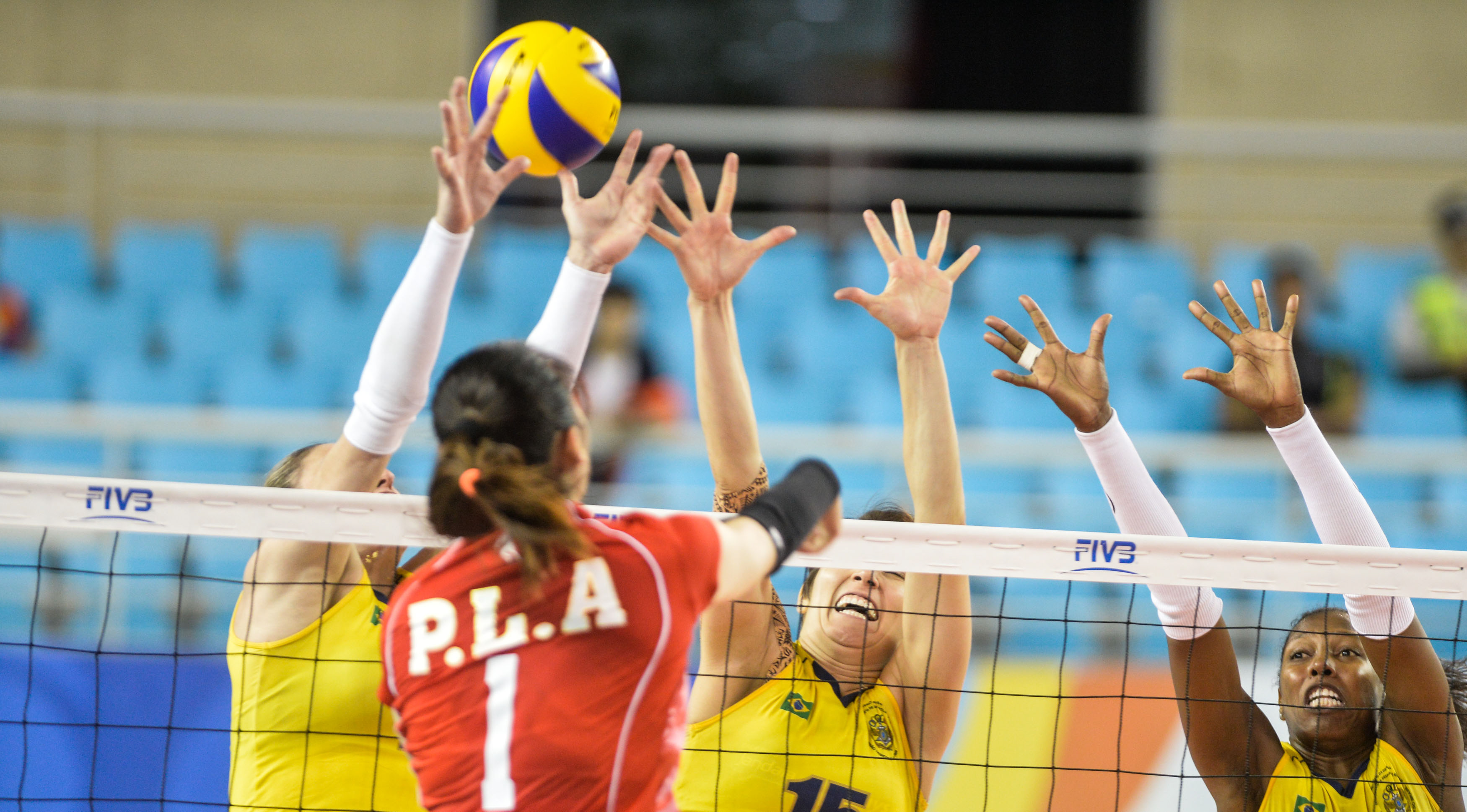
Jedna z akcji finału Światowych Wojskowych Igrzysk Sportowych 2015 pomiędzy reprezentacją Brazylii a Chinami

Źródło:
 Mungyeong (GimCheon Gymnasium)
| Data  | Godz. | Drużyna 1 | Wynik | Drużyna 2 | 1     | 2     | 3     | 4 | 5 | Widzów | *      |
| ----- | ----- | --------- | ----- | --------- | ----- | ----- | ----- | - | - | ------ | ------ |
| 10.10 | 15ː00 | Brazylia  | 3:0   | Chiny     | 25:20 | 25:17 | 25:18 |   |   |        | raport |

### Końcowa klasyfikacja

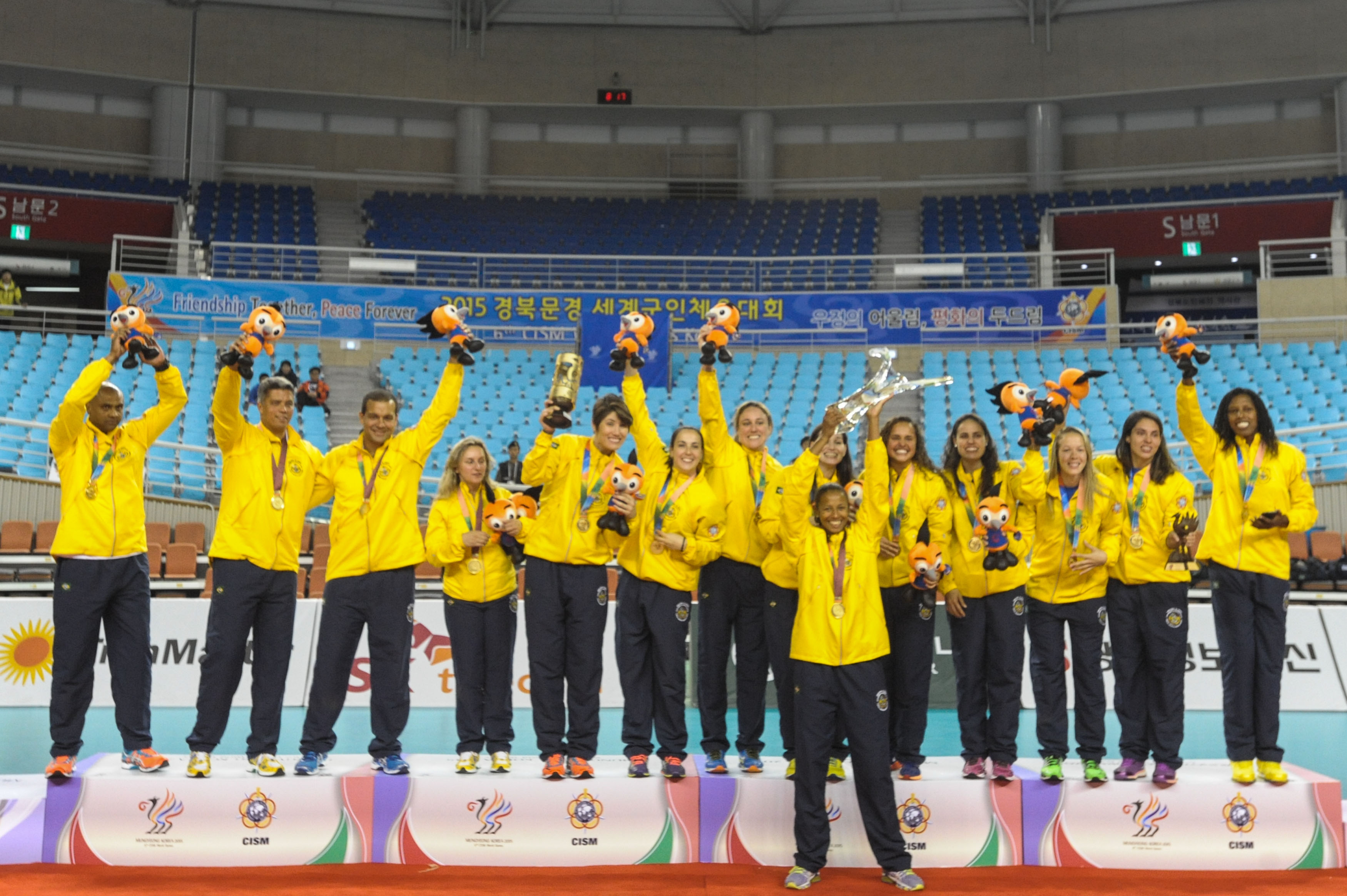
Reprezentantki Brazylii złotymi medalistkami Światowych Wojskowych Igrzysk Sportowych 2015

| Miejsce | Państwo   |
| ------- | --------- |
| 1.      | Brazylia  |
| 2.      | Chiny     |
| 3.      | Wietnam   |
| 4.      | Wenezuela |
| 5.      | Kanada    |

Źródło:.